# Hegedűs Miklós (festő)
Hegedűs Miklós (Budapest, 1949. január 13.  – Solymár, 2022. szeptember 18.) festőművész, illusztrátor, villamos üzemmérnök, művészeti oktató, fordító, művészetelméleti író.

## Pályafutása
1970-ben a Kandó Kálmán Műszaki Főiskolán üzemmérnöki diplomát szerzett. Az 1970–1984 közötti periódusban matematikus munkatársakkal számítógép programozói munkát végzett. 1985-től váltott, és szabadfoglalkozású képzőművész lett.
Művészi ismereteit a belvárosi  Dési Huber István Körben és a Moholy Nagy László Művészeti Stúdióban fejlesztette. Később egy független képzőművész tömörülés, a „SZEM-csoport” (Képzőművész Kör) tagja lett, amelyet Szemadám György vezetett 1981 és 1988 között. Mesterének Illés Árpádot tartotta.
1982-ben a tokaji nyári művésztelep festő tagozatának egyik vezetője volt. 1985-től a Magyar Nemzeti Galéria Gyermek és Ifjúsági Képzőművészeti Műhelyében (GYIK-Műhely) tizenegy éven át, 1996-ig foglalkozott fiatalok képzőművészeti oktatásával.
1991-től tevékenykedett a Waldorf Posztgraduális Pedagógusképzésben művészettörténetet tanít és művészeti neveléssel foglalkozott. 
2022. szeptember 18-án hunyt el Solymáron.

## Kiállitásai

### Egyéni kiállitások
- 1970 • Kandó Kálmán Műszaki Főiskola, Budapest • Műszaki Főiskola, Wrocław
- 1972 • Finommechanikai Vállalat kultúrháza, Budapest
- 1973 • EMG kultúrház, Budapest
- 1974, 1976, 1981 • NIM Számítóközpont tanácsterem, Budapest
- 1984 • Szabó Ervin Könyvtár, XIII. ker., Budapest • XII. ker. Tanács Galéria, Budapest
- 1990 • Pitypang Galéria, Budapest • Pinceszínház, Dunakeszi
- 1991 • Fiatal Művészek Klubja, Budapest
- 1993 • Művelődési Ház, Gyönk • T57 Galéria, Budapest
- 1994 • Várgaléria, Dunaföldvár • Vegetárium
- 1995 • Tiszaújváros • Vegetárium
- 1996 • Pinceszínház, Dunakeszi • Gellért Szálló, Budapest • Galéria 21, Csepel-Budapest
- 1997 • Művelődési Ház, Gyönk
- 1999 • Fészek Waldorf Iskola, Solymár • Waldorf Iskola, Vác • Környezetvédelmi Szolgáltató Szövetség, Budapest
- 2000 • Környezetvédelmi Szolgáltató Szövetség, Budapest

### Válogatott csoportos kiállítások
- 1983 • Ferencvárosi Pincegaléria, Budapest [SZEM Csoporttal]
- 1984 • Vízivárosi Galéria, Budapest [SZEM Csoporttal]
- 1997 • 1100 Vízcsepp, Ifjúsági Ház, Szeged • Fehér képek, Vigadó Galéria, Budapest • Újpest Galéria, Budapest

## Társasági tagságai
- SZEM csoport (1980-tól fennállásáig)
- Képző- és Iparművészek Szövetsége (1993-tól)
- Magyar Festők Társasága (1996-tól)